# Camilo Andrés Gómez (ciclista)
Camilo Andrés Gómez Archila (Sogamoso, Boyacá; 5 de octubre de 1984) es un exciclista profesional colombiano, que corrió para el equipo de categoría Continental el Coldeportes-Claro.

## Palmarés
2007
- 1 etapa de la "Clásica del Meta"

2010
- 1 etapa de la "Vuelta al Valle del Cauca"
- 1 etapa del Clásico RCN

2011
- 1 etapa de la Vuelta a Antioquia

2012
- 1 etapa de la "Vuelta a Cundinamarca"
- 1 etapa de la "Vuelta a Boyacá"
- 1 etapa del Clásico RCN
- 1 etapa de la Vuelta a Bolivia

2013
- 3.º en la Vuelta a Boyacá
- Clásico RCN

2014
- Vuelta a Antioquia
- 1 etapa de la Vuelta al Ecuador

2015
- 1 etapa de la Vuelta a Colombia.
- 1 etapa del Clásico RCN.